# سامي سعيد الأحمد
 سامي سعيد أحمد الجنابي  مؤرخ عراقي في تاريخ الشرق القديم، ولد عام 1930 في مدينة الحلة، وفيها تلقى تعليمه الابتدائي والثانوي.

## سيرته العلمية
تلقى تعليمه الأساسي والثانوي في مركز محافظة بابل - الحلة في عام 1953 حصل على البكالوريوس في التاريخ من جامعة بغداد، ثم أكمل مشواره في جامعة شيكاغو فحصل منها على الماجستير عام 1957، والدكتواره من جامعة ميتشيغان عام 1962. عين استاذا في جامعة دنفر في ولاية كولورادو في الولايات المتحدة عام 1963 -1967م للتاريخ القديم. عاد للعراق أواخر الستينات وعين استاذاً في جامعة بغداد في كلية الآداب - قسم التاريخ.
```
له أكثر من ثلاثين كتاباً مطبوعاً بالعربية والإنجليزية، منها جنوب العراق في زمن الملك آشور بانيبال، واليزيدية، وتاريخ الخليج العربي في أقدم الازمنة، واللغات الجزرية.
```

دعته جامعة ميتشيغان أستاذاً محاضراً في التاريخ القديم منذ أواخر التسعينات.

## المؤلفات
- الإسلام نظريًا وعمليًا باللغة بالإنجليزية 1965
- جنوب العراق في زمن الملك أشور بانيبال بالإنجليزية 1968
- اليزيدية: أحوالهم ومعتقداتهم 1-2، 1975.[3]
- المدخل إلى تاريخ اللغة الجزرية 1981.[4]
- تاريخ الخليج العربي: من أقدم الأزمنة حتى التحرير العربي 1985.[5]
- المدخل إلى تاريخ العالم القديم 1983
- الأصول الأولى لأفكار الشر والشيطان 1970
- حضارات الوطن العربي القديمة أساساً للحضارة اليونانية 2003.[6]
- السومريون 1990.[7]
- تاريخ الشرق الأدنى القديم 1994.[8]
- تاريخ فلسطين القديم 2007.[9]
- العراق في مذكرات دبلوماسيين بريطانيين 2003.[10]

## الوفاة
توفي عام (2006م) بعد أن عاش (76) عاماً، مخلفا تراثاً رائعاً من الأبحاث والمؤلفات.